# SV Real Saramacca
Real Saramacca is een Surinaamse voetbalclub. De thuisbasis in het J. Eliazer Stadion in Groningen in het district Saramacca.  De club speelde in de Hoofdklasse en de Eerste Klasse.